# Phorum
Phorum är en mjukvara skriven i PHP för diskussionsforum som bygger på öppen källkod.

## Historia
I april 1998 utvecklade Brian Moon tre skipt för att uppnå de grunläggande behoven för dealmac.com. Efter 30 dagars testande var koden tillräckligt klar för att sättas i en produktionsmiljö. Den fick benämningen WebThreads, ett namn som senare visade sig krocka med en liknande produkt. Namnet Phorum kommer från en sammanslagning av PHP och forum. Ursprungligen släpptes Phorum under licensen GPL, men den kom senare att ändras till en licens kallad Phorum licence som är en licens i BSD-stil.